# Leucopogon malayanus
Leucopogon malayanus är en ljungväxtart. Leucopogon malayanus ingår i släktet Leucopogon och familjen ljungväxter.

## Underarter
Arten delas in i följande underarter:
- L. m. malayanus
- L. m. novoguineensis